# Eva Mendes
Eva Mendes, emellanåt stavat Eva Mendez, född som Eva de la Caridad Méndez, den 5 mars 1974 i Miami, Florida, är en amerikansk före detta skådespelerska av kubansk börd. Hon är känd från filmer som 2 Fast 2 Furious, Hitch, Training Day, Ghost Rider, Last Night och We Own the Night.
Sedan 2011 har hon en relation med skådespelaren Ryan Gosling som hon lärde känna när de spelade mot varandra i The Place Beyond the Pines. Tillsammans har de två döttrar, födda 2014 och 2016. 

## Filmografi
- 1999 – My Brother the Pig
- 2000 – Mördande legender 2
- 2001 – Exit Wounds
- 2001 – Training Day
- 2002 – All About the Benjamins
- 2003 – Out of Time
- 2003 – 2 Fast 2 Furious
- 2003 – Fäst vid dig
- 2005 – The Wendell Baker Story
- 2005 – Trust the Man
- 2005 – Hitch - din guide till en lyckad date
- 2006 – Guilty Hearts
- 2007 – We Own the Night
- 2007 – Cleaner
- 2007 – Ghost Rider
- 2008 – The Women
- 2008 – The Spirit
- 2009 – Bad Lieutenant: Port of Call New Orleans
- 2010 – Last Night
- 2010 – The Other Guys
- 2011 – Fast & Furious 5
- 2012 – Girl in Progess
- 2012 – Holy Motors
- 2013 – The Place Beyond The Pines

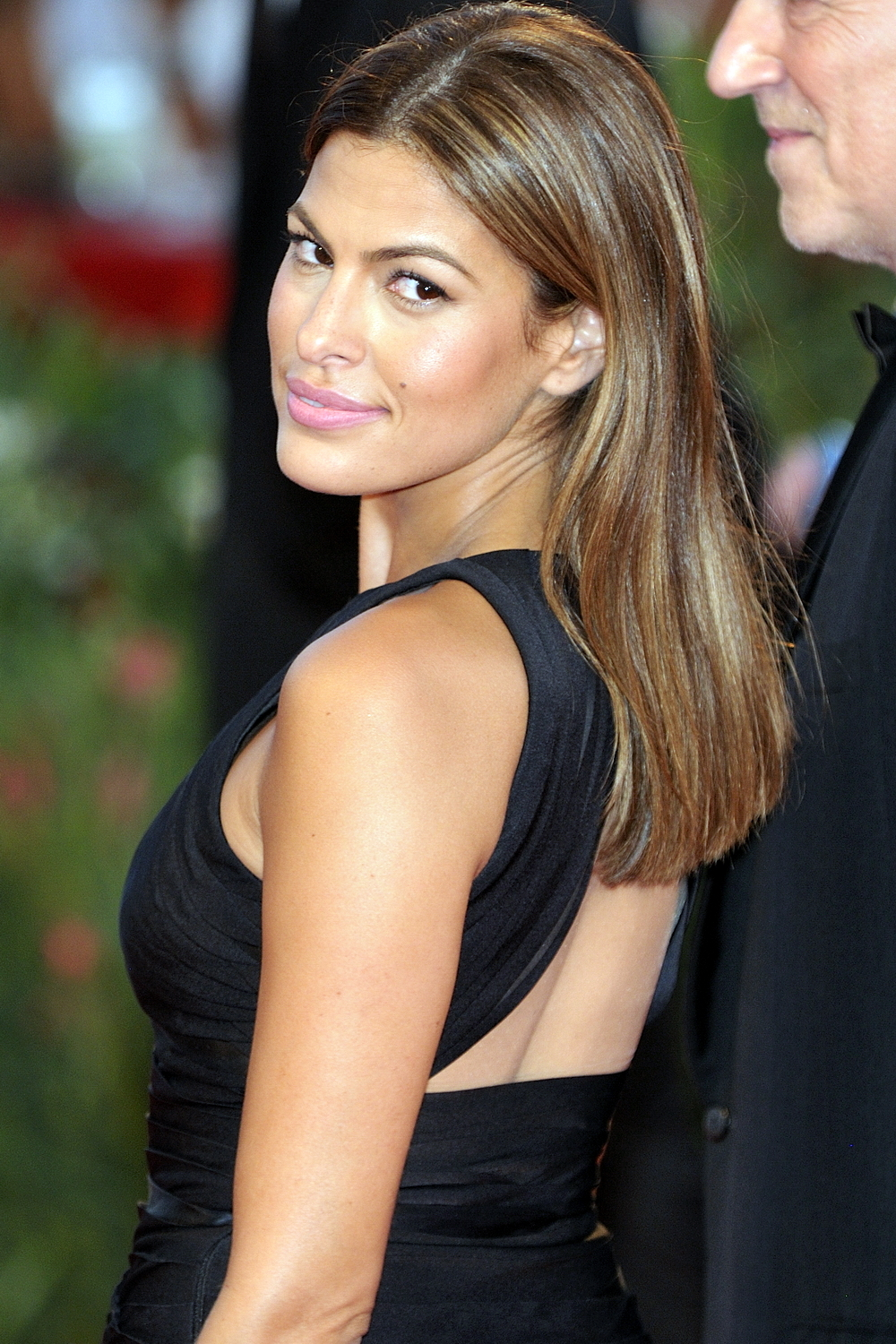

- 2014 – Lost River
- 2017 – Fast & Furious 8
- 2020 – Last Night